# Elektronisch vergaderen
Elektronisch vergaderen is een vorm van vergaderen waarbij gebruikgemaakt wordt van ICT. Dit kan via het internet, maar ook in een omgeving waarin alle deelnemers bij elkaar zitten en gebruikmaken van een pc of laptop. Wanneer gebruik wordt gemaakt van internet wordt vaak gesproken van webconferencing.

## Software
Met Windows Live Messenger (voorheen MSN Messenger) is het mogelijk een vergaderingssessie te starten. Er wordt dan een groep gemaakt, waar alle leden voor de vergadering zich bij kunnen voegen. In WLM (Windows Live Messenger) is het tevens mogelijk om te chatten met geluid en eventueel beeld. Dit door middel van een microfoon en speakerset/koptelefoon en voor beeld een webcam.
Met Skype kan ook elektronisch vergaderd worden. Skype gebruikt in beginsel elektronische telefoongesprekken. Skype is herhaaldelijk van nieuwere versies voorzien en in de nieuwste versies is het ook mogelijk om gesprekken te houden met videobeelden.
Verschillende softwarefabrikanten hebben al allerlei andere vormen van elektronisch vergaderen gemaakt. Vaak is tegenwoordig bij de aankoop van een webcam software meegeleverd om elektronisch te kunnen vergaderen, al dan niet met beeld en geluid.

## GDSS
Een Group Decision Support System (GDSS) is een bijzonder soort vergadersoftware, met name gericht op het ondersteunen van de deelnemer in een vergadering bij creatieve en besluitvormende processen. Meerdere deelnemers zijn tegelijkertijd ingelogd op het systeem en worden ondersteund bij het vastleggen van ideeën, groeperen ervan, het waarderen ervan en het bekijken van de resultaten. 